# Impeachment di Bill Clinton

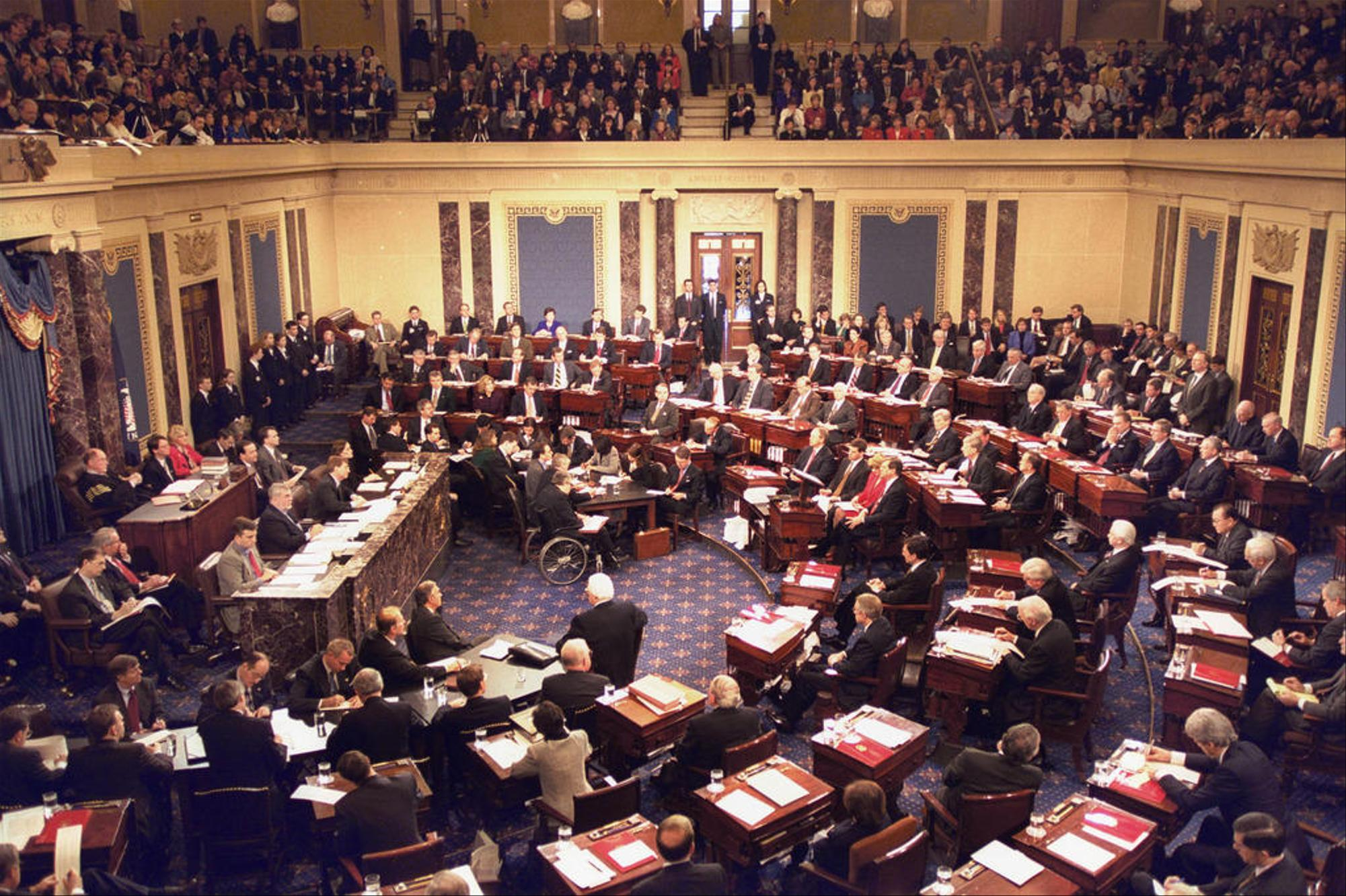
Il procedimento del Senato degli USA durante il processo a Bill Clinton nel 1999 presieduto da William Rehnquist.

Il processo di impeachment a Bill Clinton, 42º presidente degli Stati Uniti, venne iniziato dalla Camera dei Rappresentanti il 19 dicembre 1998 con due imputazioni: spergiuro e ostruzione di giustizia. Queste imputazioni sono derivate da una denuncia della giornalista Paula Jones per molestie sessuali. Clinton fu assolto per questi capi d'imputazione dal Senato il 12 febbraio 1999. Altre due imputazioni (un secondo spergiuro e l'accusa di abuso di potere) non arrivarono al Senato.
Il procuratore indipendente Ken Starr mandò la documentazione al Comitato Giudiziario della Camera. Il procuratore generale David Schippers e il suo team verificarono le prove e determinarono che ci fosse sufficiente materiale per avviare la procedura d'impeachment. Il risultato furono 4 imputazioni che vennero presentate alla Camera dei Rappresentanti; solo due di esse passarono facendo di Clinton il secondo presidente sottoposto a processo, dopo Andrew Johnson nel 1868, e il terzo contro il quale tutte le imputazioni furono portate davanti all'intera Camera.
Il processo al Senato iniziò dopo la costituzione del 106º Congresso dove il Partito Repubblicano iniziò con 55 senatori mentre il Partito Democratico iniziò con 45. Per rimuovere dal suo incarico il presidente si richiese una maggioranza equivalente a 2/3 del Congresso (67 senatori). 50 Senatori votarono per rimuovere Clinton per ostruzione di giustizia, 45 votarono per rimuoverlo per lo spergiuro; nessun senatore appartenente al suo partito (Partito Democratico) votò per rimuoverlo. Clinton, come Johnson un secolo prima, venne assolto da tutte le imputazioni.

## Indagine del procuratore
Le imputazioni emersero da un'indagine di Ken Starr procuratore indipendente. Trattando lo Scandalo Whitewater, Starr, con l'approvazione del procuratore generale degli Stati Uniti Janet Reno, condusse un'indagine ad ampio raggio sugli abusi illeciti, includendo, l'abuso di file dell'FBI, e la denuncia per molestie sessuali perpetrate dal presidente alla giornalista Paula Jones durante il suo mandato di governatore dell'Arkansas. Durante l'indagine, Linda Tripp, diede a Starr una conversazione telefonica registrata dove Monica Lewinsky discuteva di aver fatto sesso orale con il presidente. Alla deposizione il giudice rifiutò l'obiezione dell'avvocato difensore sulla definizione di "relazione sessuale" che Clinton sosteneva essere inteso per la sola penetrazione; il giudice Wright dunque disse agli avvocati di essere il più espliciti possibile se e quando necessario con le domande.

## Gennaio 1998: conferenza stampa
Dopo che le voci dello scandalo arrivarono ai giornali, Clinton affermò pubblicamente: "Io non ho avuto alcuna relazione sessuale con quella donna, Miss Lewinsky". Nella sua deposizione durante il processo per molestie sessuali alla Jones lui dichiarò sotto giuramento: "Non ho mai avuto rapporti sessuali con Monica Lewinsky. Non ho mai avuto a che fare con lei". Mesi dopo Clinton ammise che la sua relazione con la Lewinsky fosse "sbagliata" e "non appropriata". Lewinsky ebbe diversi rapporti orali con il presidente.
Durante le indagini, nel gennaio 1998, il presidente Clinton ha ammesso la sua relazione extraconiugale con Gennifer Flowers.

## L'impeachment dalla Camera dei Rappresentanti
Da quando Ken Starr completò la sua indagine ad ampio raggio, il Comitato Giudiziario della Camera non condusse alcuna indagine sulle malefatte di Clinton, e non avviò alcuna procedura seria di impeachment prima delle elezioni di medio termine del 1998. Ciononostante l'impeachment fu uno dei maggiori argomenti delle elezioni.
Nel novembre 1998 i Democratici ottennero 5 seggi alla Camera, tuttavia i Repubblicani controllavano la maggioranza. I risultati furono particolarmente imbarazzanti per lo speaker della Camera Newt Gingrich che, prima delle elezioni, era stato rassicurato che lo scandalo di Clinton avrebbe avuto come risultato nel Partito Repubblicano il guadagno di trenta seggi alla Camera. Poco dopo le elezioni Gingrich, che era uno dei principali sostenitori dell'impeachment, annunciò di volersi dimettere dal Congresso non appena avesse trovato qualcuno capace di rivestire il suo ruolo; si dimise il 3 gennaio 1999.